# نظام سازمان ملل متحد
نظام سازمان ملل متحد مجموعه سازمان‌ها و توافقنامه‌ها و برنامه‌های بین‌المللی را در بر می‌گیرد که زیر نظر سازمان ملل متحد فعالیت می‌کنند. هریک از شش رکن اصلی سازمان ملل متحد تعدادی از این سازمان‌ها و نهادها و برنامه‌ها را زیر پوشش خود دارند و در برخی موارد سازمان‌هایی موازی برای انجام یک کار خاص پدید آمده‌است.
در زیر نام سازمان‌ها و برنامه‌های مربوط به هریک از ارکان سازمان ملل متحد آمده‌است:

## مجمع عمومی

### ساختار مجمع عمومی
- کمیته‌های اصلی
- دیگر کمیته‌ها
- کمیته‌های موقت و موردی
- دیگر نهادهای زیر پوشش

### برنامه‌ها و صندوق‌ها
- مرکز بازرگانی بین‌المللی (ITC)
- کمیساریای عالی سازمان ملل برای پناهندگان (یو ان اچ سی آر UNHCR)
- کمیساریای عالی حقوق بشر در سازمان ملل متحد (OHCHR)
- صندوق کودکان سازمان ملل متحد (یونیسف UNICEF)
- کنفرانس تجارت و توسعه سازمان ملل (آنکتاد UNCTAD)
- برنامه توسعه سازمان ملل متحد یا برنامه عمران سازمان ملل متحد (یو ان دی پی UNDP)
- برنامه کنترل مواد مخدر سازمان ملل متحد (یو ان دی سی پی UNDCP)
- صندوق توسعه سرمایه ای سازمان ملل متحد (UNCDF)
- صندوق توسعه سازمان ملل متحد برای زنان (یونی‌فِم UNIFEM)
- داوطلبان ملل متحد (یو ان وی UNV)
- برنامه محیط زیست سازمان ملل متحد (یونپ UNEP)
- برنامه اسکان انسان‌های سازمان ملل متحد (UN-HABITAT)
- دفتر مقابله با مواد مخدر و جرم سازمان ملل متحد (UNODC)
- صندوق جمعیت سازمان ملل متحد (یو ان اف پی اِی UNFPA)
  - آژانس کار و امداد سازمان ملل متحد برای آوارگان فلسطینی در خاورنزدیک (UNRWA)
  - برنامه جهانی غذا (دابلیو اف پی WFP)

### نهادهای پژوهشی و آموزشی
- مؤسسه پژوهش و آموزش برای پیشرفت زنان
- مؤسسه بین منطقه‌ای پژوهش در جرم و دادگستری ملل متحد
- مؤسسه آموزش و پژوهش ملل متحد
- مؤسسه پژوهش سازمان ملل متحد برای توسعه اجتماعی
- مؤسسه پژوهش‌های خلع سلاح ملل متحد

### دیگر نهادها
- کمیته استفاده صلح‌آمیز از فضای ملل متحد
- دفتر کمیساریای عالی ملل متحد برای حقوق بشر
- اداره خدمات پروژه‌ای ملل متحد
- دانشگاه ملل متحد
- دفتر امور فضایی ملل متحد
- آموزشگاه کارمندان نظام ملل متحد
- برنامه مشترک ملل متحد برای اچ‌آی‌وی و ایدز
- مدیریت امداد و توان‌بخشی ملل متحد

## شورای امنیت
- شورای حقوق بشر
- کمیته کارمندان نظامی
- کمیته‌های موقت و موردی
- دادگاه بین‌المللی کیفری یوگسلاوی سابق
- دادگاه بین‌المللی کیفری برای رواندا
- کمیسیون وارسی و بازرسی ملل متحد (برای عراق)
- عملیات و ماموریت‌های پاسداری از صلح
  - عملیات ملل متحد در موزامبیک
  - مأموریت کمک ملل متحد در رواندا
  - مأموریت ملل متحد در سیرالئون
  - مأموریت سوم وارسی آنگولای ملل متحد
  - عملیات بازگرداندن اعتماد در کرواسی
  - نیروی نظارت بر جداسازی ملل متحد
  - نیروی پاسدار صلح ملل متحد در قبرس
  - نیروی موقت ملل متحد در لبنان
  - مأموریت نظارت ملل متحد در عراق و کویت
  - مأموریت سازمان ملل متحد در بوسنی و هرزگووین
  - مأموریت اداره موقت ملل متحد در کوزوو
  - مأموریت سازمان ملل متحد در لیبریا
  - مأموریت سازمان ملل متحد در سودان
  - گروه نظارت سازمان ملل متحد در هند و پاکستان
  - مأموریت نظارت سازمان ملل متحد در پره‌ولاکا
  - مأموریت نظارت ملل متحد در تاجیکستان
  - کمیسیون نظارت و وارسی ملل متحد
  - مأموریت نظارت ملل متحد در گرجستان
  - مأموریت نظارت سازمان ملل متحد در سیرالئون
  - مأموریت پشتیبانی ملل متحد در هائیتی
  - اداره موقت ملل متحد در تیمور شرقی
  - سازمان نظارت بر آتش‌بس سازمان ملل متحد

## شورای اقتصادی و اجتماعی

### کمیسیون‌های اجرایی
- کمیسیون توسعه اجتماعی
- کمیسیون حقوق بشر
- کمیسیون مواد مخدر
- کمیسیون جلوگیری از جرائم و دادگستری جنایی
- کمیسیون علم و تکنولوژی برای توسعه
- کمیسیون توسعه پایدار
- کمیسیون وضعیت زنان
- کمیسیون جمعیت و توسعه
- کمیسیون آمار

### کمیسیون‌های منطقه‌ای
- کمیسیون اقتصادی ملل متحد برای اروپا
- کمیسیون اقتصادی ملل متحد برای آفریقا
- کمیسیون اقتصادی ملل متحد برای آمریکای جنوبی و منطقه دریای کارائیب
- کمیسیون اقتصادی و اجتماعی ملل متحد برای آسیا و منطقه اقیانوس آرام
- کمیسیون اقتصادی و اجتماعی ملل متحد برای غرب آسیا

### موسسات تخصصی
موسسات تخصصی موسساتی مستقل هستند که زیر نظر شورای اقتصادی و اجتماعی سازمان ملل متحد با آن سازمان و با یکدیگر کار می‌کنند.
- سازمان بین‌المللی کار
- سازمان غذا و کشاورزی
- سازمان آموزشی، علمی و فرهنگی سازمان ملل متحد (یونسکو)
- سازمان بهداشت جهانی
- گروه بانک جهانی
  - بانک بین‌المللی بازسازی و توسعه
  - انجمن توسعه بین‌المللی
  - شرکت بین‌المللی تأمین مالی
  - آژانس چندجانبه تضمین سرمایه‌گذاری
  - مرکز بین‌المللی حل اختلافات سرمایه‌گذاری
- صندوق بین‌المللی پول
- سازمان بین‌المللی هواپیمایی
- سازمان بین‌المللی دریانوردی
- اتحادیه بین‌المللی مخابرات
- اتحادیه جهانی پست
- سازمان جهانی هواشناسی
- سازمان بین‌المللی مالکیت فکری
- صندوق بین‌المللی توسعه کشاورزی
- سازمان توسعه صنعتی سازمان ملل متحد
- سازمان بین‌المللی آوارگان (از ۱۹۵۲ منحل شد)
- هیئت بین‌المللی کنترل مواد مخدر

### دیگر نهادها
- میزگرد جنگل‌های سازمان ملل متحد
- میزگرد دائمی در مورد مسائل مردم بومی
- کمیته‌های موقت و موردی و کارشناسی

## دبیرخانه
- دفتر دبیرکل
- دفتر خدمات نظارت داخلی
- دفتر امور حقوقی
- بخش امور سیاسی
- بخش امور خلع سلاح
- بخش عملیات پاسداری از صلح
- دفتر هماهنگی امور انسان‌دوستانه
- بخش امور اقتصادی و اجتماعی
- بخش مدیریت مجمع عمومی و کنفرانس‌ها
- بخش اطلاع‌رسانی عمومی
- بخش مدیریت
- دفتر برنامه عراق
- دفتر هماهنگ‌کننده امنیت ملل متحد
- دفتر نماینده عالی برای کشورهای کمتر توسعه‌یافته و کشورهای در حال توسعه بی‌دریا و کشورهای در حال توسعه جزیره‌ای کوچک
- دفتر مواد مخدر و جرائم
- دفتر سازمان ملل متحد در ژنو
- دفتر سازمان ملل متحد در وین
- دفتر سازمان ملل متحد در نایروبی

## سازمان‌های وابسته
- آژانس بین‌المللی انرژی اتمی
- سازمان تجارت جهانی
- سازمان جهانی گردشگری
- دادگاه بین‌المللی جرائم
- سازمان جهانی کف دریاها
- دادگاه بین‌المللی حقوق دریاها
- گردان آماده‌باش (نیروی نظامی آماده سازمان ملل متحد)